# Campionato francese di hockey su pista
Il campionato francese di hockey su pista è l'insieme dei tornei istituiti e organizzati dalla FFRS. Dalla stagione 1911 esiste in Francia un campionato di massima divisione maschile. I vincitori di tale torneo si fregiano del titolo di campioni di Francia.

## Struttura

### Nationale 1
Il Nationale 1 è il massimo livello del campionato francese di hockey su pista ed è gestito dalla federazione francese. Il torneo viene disputato tra dodici squadre con la formula del girone unico all'italiana.
Al termine della stagione secondo il piazzamento finale in classifica si hanno i seguenti verdetti::
- 1ª classificata: campione di Francia;
- 11ª e 12ª classificata: retrocesse nella stagione successiva in Nationale 2.

### Nationale 2
Il Nationale 2 è il torneo di secondo livello del campionato francese di hockey su pista ed è gestito anch'esso dalla federazione francese. Il torneo viene disputato tra dodici squadre con la formula del girone unico all'italiana.
Al termine della stagione secondo il piazzamento finale in classifica si hanno i seguenti verdetti:
- 1ª e 2ª classificata: promosse in Nationale 1 nella stagione successiva;
- 11ª e 12ª classificata: retrocesse nella stagione successiva in Nationale 3.

### Nationale 3
Il Nationale 3 è il torneo di terzo livello del campionato francese di hockey su pista ed è gestito anch'esso dalla federazione francese. È diviso in cinque gironi. Le squadre vincenti sono promosse in Nationale 2 nella stagione successiva.

## Piramide attuale
| Livello | Livello | Serie                                                                                     | Serie                                                                                     | Serie                                                                                     | Serie                                                                 | Serie                                                                 | Serie                                                                 | Serie                                                                                   | Serie                                                                                   | Serie                                                                                   | Serie                                                                         | Serie                                                                         | Serie                                                                         | Serie                                                               | Serie                                                               | Serie                                                               | Serie                                                        | Serie                                                        | Serie                                                        |
| ------- | ------- | ----------------------------------------------------------------------------------------- | ----------------------------------------------------------------------------------------- | ----------------------------------------------------------------------------------------- | --------------------------------------------------------------------- | --------------------------------------------------------------------- | --------------------------------------------------------------------- | --------------------------------------------------------------------------------------- | --------------------------------------------------------------------------------------- | --------------------------------------------------------------------------------------- | ----------------------------------------------------------------------------- | ----------------------------------------------------------------------------- | ----------------------------------------------------------------------------- | ------------------------------------------------------------------- | ------------------------------------------------------------------- | ------------------------------------------------------------------- | ------------------------------------------------------------ | ------------------------------------------------------------ | ------------------------------------------------------------ |
| 1       | 1       | Fédération Française de Roller Sports Nationale 1 12 squadre                              | Fédération Française de Roller Sports Nationale 1 12 squadre                              | Fédération Française de Roller Sports Nationale 1 12 squadre                              | Fédération Française de Roller Sports Nationale 1 12 squadre          | Fédération Française de Roller Sports Nationale 1 12 squadre          | Fédération Française de Roller Sports Nationale 1 12 squadre          | Fédération Française de Roller Sports Nationale 1 12 squadre                            | Fédération Française de Roller Sports Nationale 1 12 squadre                            | Fédération Française de Roller Sports Nationale 1 12 squadre                            | Fédération Française de Roller Sports Nationale 1 12 squadre                  | Fédération Française de Roller Sports Nationale 1 12 squadre                  | Fédération Française de Roller Sports Nationale 1 12 squadre                  | Fédération Française de Roller Sports Nationale 1 12 squadre        | Fédération Française de Roller Sports Nationale 1 12 squadre        | Fédération Française de Roller Sports Nationale 1 12 squadre        | Fédération Française de Roller Sports Nationale 1 12 squadre | Fédération Française de Roller Sports Nationale 1 12 squadre | Fédération Française de Roller Sports Nationale 1 12 squadre |
| 2       | 2       | Fédération Française de Roller Sports Nationale 2 10 squadre                              | Fédération Française de Roller Sports Nationale 2 10 squadre                              | Fédération Française de Roller Sports Nationale 2 10 squadre                              | Fédération Française de Roller Sports Nationale 2 10 squadre          | Fédération Française de Roller Sports Nationale 2 10 squadre          | Fédération Française de Roller Sports Nationale 2 10 squadre          | Fédération Française de Roller Sports Nationale 2 10 squadre                            | Fédération Française de Roller Sports Nationale 2 10 squadre                            | Fédération Française de Roller Sports Nationale 2 10 squadre                            | Fédération Française de Roller Sports Nationale 2 10 squadre                  | Fédération Française de Roller Sports Nationale 2 10 squadre                  | Fédération Française de Roller Sports Nationale 2 10 squadre                  | Fédération Française de Roller Sports Nationale 2 10 squadre        | Fédération Française de Roller Sports Nationale 2 10 squadre        | Fédération Française de Roller Sports Nationale 2 10 squadre        | Fédération Française de Roller Sports Nationale 2 10 squadre | Fédération Française de Roller Sports Nationale 2 10 squadre | Fédération Française de Roller Sports Nationale 2 10 squadre |
| 3       | 3       | Fédération Française de Roller Sports Nationale 3 Alta Francia e Île-de-France 11 squadre | Fédération Française de Roller Sports Nationale 3 Alta Francia e Île-de-France 11 squadre | Fédération Française de Roller Sports Nationale 3 Alta Francia e Île-de-France 11 squadre | Fédération Française de Roller Sports Nationale 3 Bretagna 10 squadre | Fédération Française de Roller Sports Nationale 3 Bretagna 10 squadre | Fédération Française de Roller Sports Nationale 3 Bretagna 10 squadre | Fédération Française de Roller Sports Nationale 3 Occitania e Nuova Aquitania 7 squadre | Fédération Française de Roller Sports Nationale 3 Occitania e Nuova Aquitania 7 squadre | Fédération Française de Roller Sports Nationale 3 Occitania e Nuova Aquitania 7 squadre | Fédération Française de Roller Sports Nationale 3 Paesi della Loira 6 squadre | Fédération Française de Roller Sports Nationale 3 Paesi della Loira 6 squadre | Fédération Française de Roller Sports Nationale 3 Paesi della Loira 6 squadre | Fédération Française de Roller Sports Nationale 3 Sud Est 3 squadre | Fédération Française de Roller Sports Nationale 3 Sud Est 3 squadre | Fédération Française de Roller Sports Nationale 3 Sud Est 3 squadre |                                                              |                                                              |                                                              |